# Reggie Jackson
Reggie Jackson (ur. 16 kwietnia 1990 w Pordenone we Włoszech) – amerykański zawodowy koszykarz, występujący na pozycji rozgrywającego, obecnie zawodnik Denver Nuggets.
Od początku zawodowej kariery zawodnik Oklahomy City Thunder. Podczas nauki w szkole średniej Palmer High School położonej w Colorado Springs, zdobył nagrodę przyznawaną przez Gatorade dla najlepszego koszykarza rozgrywek 2007/2008 w stanie Kolorado. Po ukończeniu szkoły średniej rozpoczął studia na uniwersytecie Boston College. Podczas jego pierwszego sezonu, drużyna Eagels zakwalifikowała się do turnieju NCAA. Na trzecim roku studiów zdobywał on średnio 18,2 punktu na mecz, będąc też wybranym do pierwszego składu konferencji ACC. Po tymże sezonie zgłosił się do draftu NBA 2011, gdzie został wybrany przez Oklahomę City Thunder z 28 numerem.
26 kwietnia 2014, w meczu nr 4 pierwszej rundy play-off przeciwko Memphis Grizzlies, Jackson ustanowił rekord kariery z 32 punktami.
18 lutego 2020 został zwolniony przez Detroit Pistons. Dwa dni później zawarł umowę do końca sezonu z Los Angeles Clippers. 9 lutego 2023 trafił w wyniku wymiany do Charlotte Hornets. Trzy dni później został zwolniony. 14 lutego 2023 został zawodnikiem Denver Nuggets.

## Osiągnięcia
Stan na 21 czerwca 2023, na podstawie, o ile nie zaznaczono inaczej.
NCAA
- Uczestnik turnieju NCAA (2009)
- Zaliczony do I składu:
  - ACC (2011)
  - turnieju Orlando Classic (2011)

D-League
- Zawodnik tygodnia (24.12.2012)

NBA
- Mistrz NBA (2023)[11]
- Uczestnik Skills Challenge (2014)
- Zaliczony do II składu letniej ligi NBA (2012, 2013)
- Zawodnik tygodnia (7.12.2015, 21.12.2015)